# Gollarahalli, Malavalli
Gollarahalli là một làng thuộc tehsil Malavalli, huyện Mandya, bang Karnataka, Ấn Độ.